# Малоудёбное
Малоудёбное — деревня в Гордеевском районе Брянской области, в составе Петровобудского сельского поселения. Расположена в 5 км к северо-западу от села Петрова Буда, на восточном берегу торфяных болот реки Вихолки. Население — 158 человек (2010).

## История
Основана в начале XVIII века; входила в Новоместскую сотню Стародубского полка (также называлась Малая Удобная или Селище). С 1777 года — владение П. В. Завадовского (казачьего населения не имела). С 1782 по 1921 в Суражском уезде (с 1861 — в составе Петровобудской волости); в 1921—1929 в Клинцовском уезде (Петровобудская, с 1924 Красногорская волость).
С 1929 года в Гордеевском районе, а в период его временного расформирования — в Клинцовском (1963—1966), Красногорском (1967—1985) районе. До 1954 года являлась центром Малоудебенского сельсовета.